# 松代パーキングエリア
松代パーキングエリア（まつしろパーキングエリア）は、長野県長野市にある上信越自動車道のパーキングエリアである。

## 施設
上り施設は長野インターチェンジを過ぎた後に、下り施設は更埴ジャンクション後の薬師山トンネルを過ぎた後にあり、上り施設と下り施設は連絡階段を通じて行き来することができる。
また、下り施設にはハイウェイ情報ターミナルがなく、この先の給油所は北陸道富山方面は名立谷浜SA（91km先）、新潟方面は米山SA（115km先）になる（道路上に案内看板あり）。

### 上り線（藤岡・松本方面）
- 駐車場
  - 大型 21台
  - 小型 52台
- トイレ
  - 男性 大5（和式1・洋式4）・小10
  - 女性 17（和式1・洋式16）
    - 同伴の男児用 2

  - 車椅子用 1

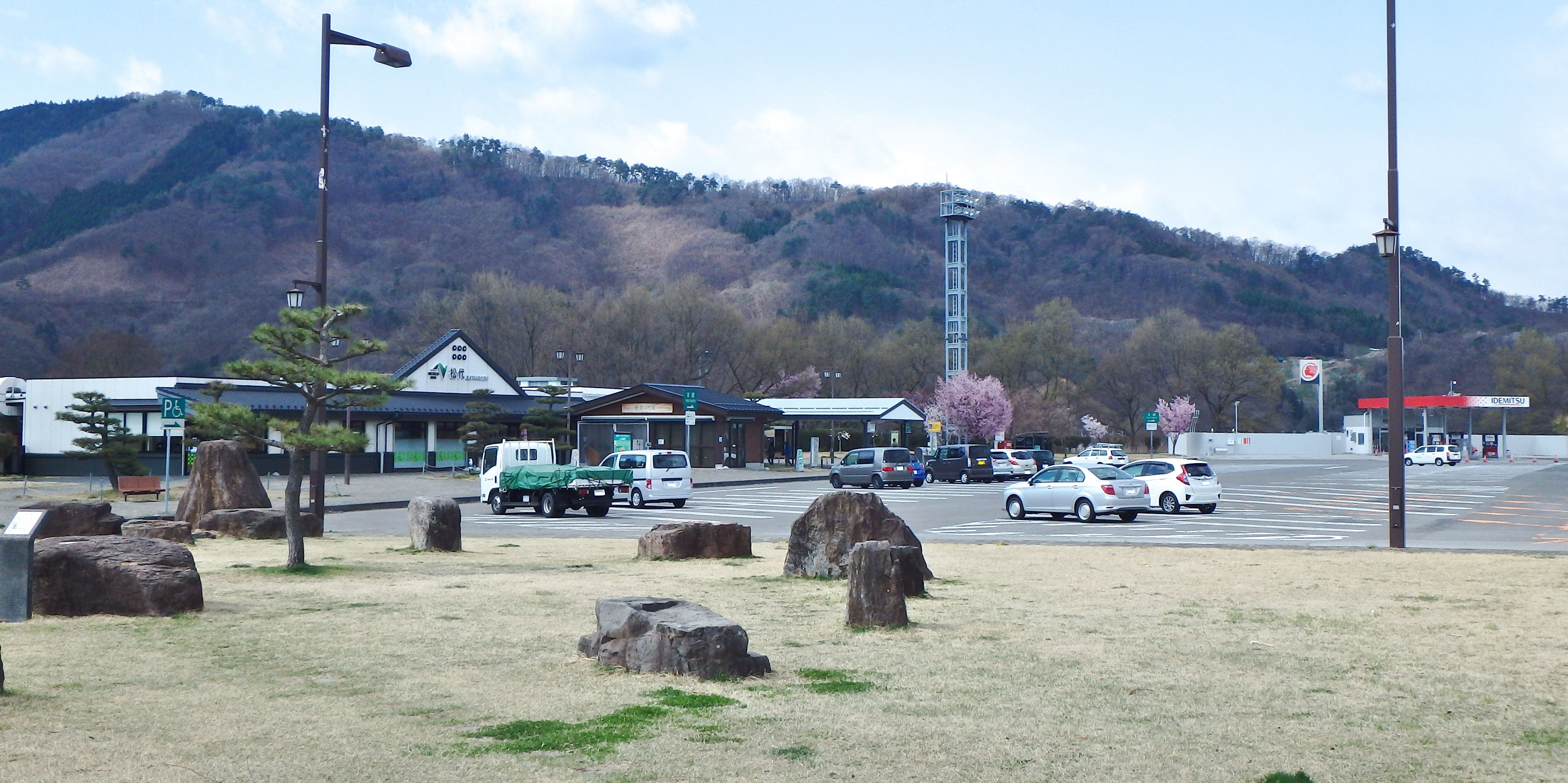
手前：川中島合戦陣形図の広場、
中央：上り施設、右奧：妻女山

- ガソリンスタンド（出光興産（吉田興産）24時間）
- スナックコーナー（7:00-20:00）
- ショッピングコーナー（7:00-20:00）
- 自動販売機
- ハイウェイ情報ターミナル
  - エリアスタンプは六文銭とアンズと松代城である。
- 野菜市場（10:00-18:00）
- 川中島合戦陣形図の広場

### 下り線（上越方面）
- 駐車場
  - 大型 21台
  - 小型 52台
- トイレ
  - 男性 大5（和式1・洋式4）・小10
  - 女性 17（和式2・洋式15）
    - 同伴の男児用 2

  - 車椅子用 1

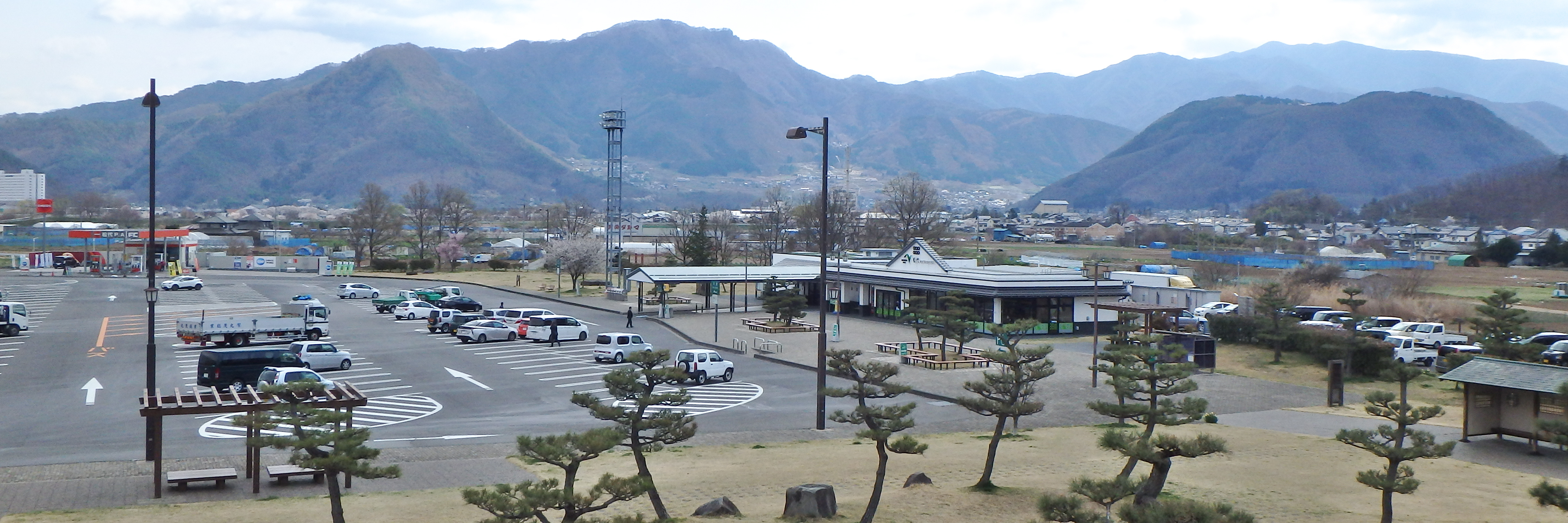
手前：庭園広場、中央：下り施設、
右奥：皆神山

- ガソリンスタンド（ENEOS（(株)ENEOSウイング）、24時間）
  - 2008年1月31日まで(株)高見澤(Mobil)→(株)一光であった。
- スナックコーナー（7:00-20:00）
- ショッピングコーナー（7:00-20:00）
  - エリアスタンプはリンゴと善光寺である。
- 自動販売機
- 庭園広場

## 隣
E18 上信越自動車道
(11)坂城IC - 千曲川さかきPA - (12)更埴JCT - 松代PA - (13)長野IC